# Romilly-sur-Aigre
Romilly-sur-Aigre is een plaats en voormalige gemeente in het Franse departement Eure-et-Loir in de regio Centre-Val de Loire. De plaats maakt deel uit van het arrondissement Châteaudun. De gemeente is op 1 januari 2017 opgegaan in de op die dag gevormde commune nouvelle Cloyes-les-Trois-Rivières.

## Geografie
De oppervlakte van Romilly-sur-Aigre bedraagt 12,3 km², de bevolkingsdichtheid is 36,7 inwoners per km².
De onderstaande kaart toont de ligging van Romilly-sur-Aigre met de belangrijkste infrastructuur en aangrenzende gemeenten.

## Demografie
Onderstaande figuur toont het verloop van het inwonertal (bron: INSEE-tellingen).